# Rhipidocladum longispiculatum
Rhipidocladum longispiculatum là một loài thực vật có hoa trong họ Hòa thảo. Loài này được London~o & L.G.Clark miêu tả khoa học đầu tiên năm 1991.